# Близнюк, Анастасия Ильинична
Анастаси́я Ильи́нична Близню́к (род. 28 июня 1994, Запорожье) — российская гимнастка. Двукратная Олимпийская чемпионка по художественной гимнастике в групповом многоборье (2012, 2016); чемпионка мира и Европы, серебряный призёр Олимпийских игр в Токио в 2021. Заслуженный мастер спорта России. Дочь украинского футболиста и тренера Ильи Близнюка. Единственная в мире спортсменка по художественной гимнастике, имеющая медали на трёх Олимпийских играх.

## Семья
Анастасия — дочь бывшего футболиста Ильи Близнюка, который выступал за сборную Украины. У неё есть старшая сестра Александра и младший брат Владимир.

## Спортивная карьера

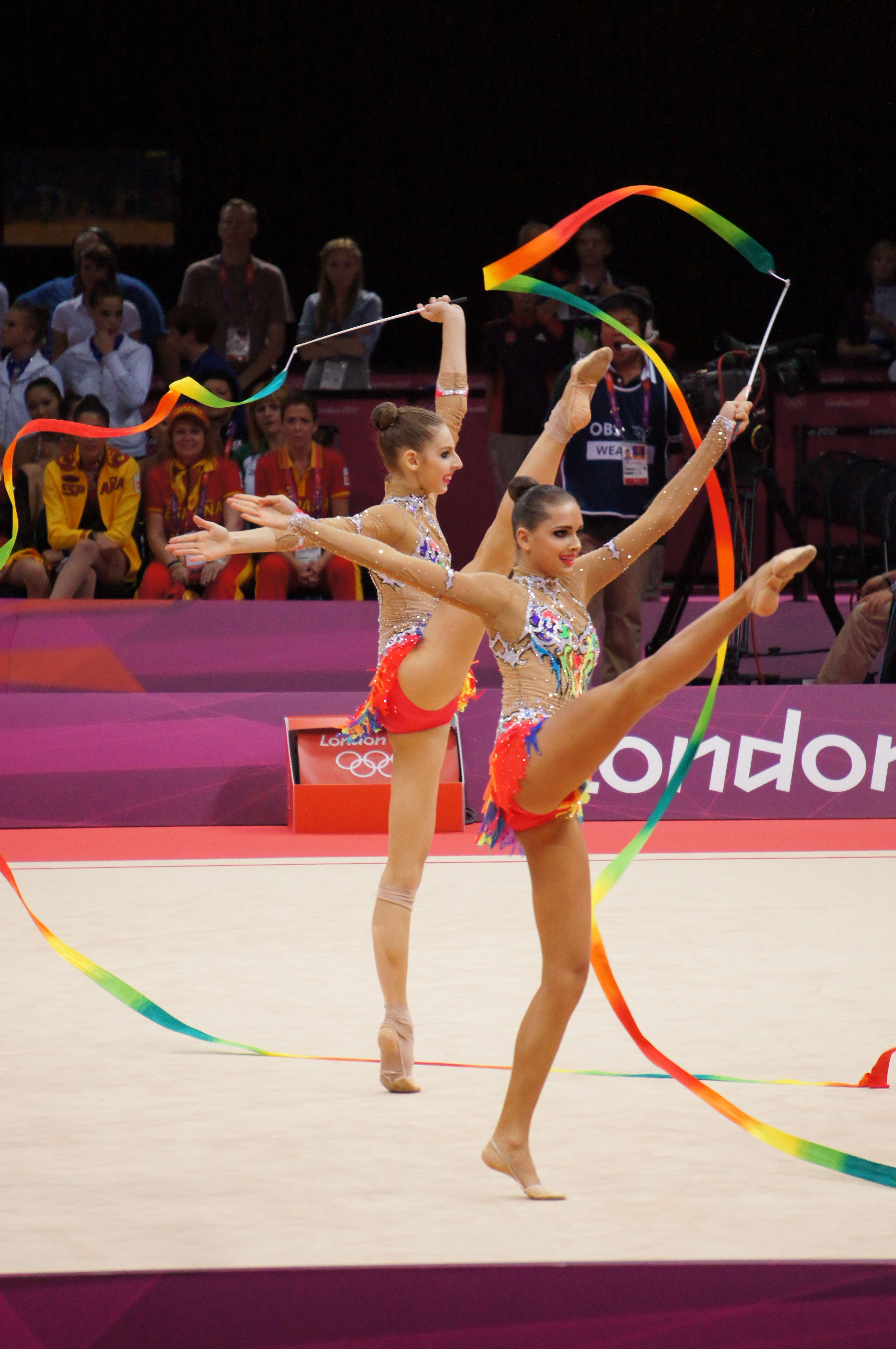
Анастасия Близнюк (слева) и Каролина Севастьянова на Олимпийских играх 2012 года

На Олимпийских играх 2012 года в Лондоне в групповом многоборье победу одержала российская команда, в составе которой была и Анастасия Близнюк. Также чемпионками стали Ульяна Донскова, Ксения Дудкина, Алина Макаренко, Анастасия Назаренко и Каролина Севастьянова.
После Олимпиады продолжила выступления, став трёхкратной чемпионкой Универсиады в Казани, а также завоевав «золото» за упражнение с тремя мячами и двумя лентами на чемпионате мира в Киеве в 2013 году. В многоборье на том же чемпионате российская группа, в составе которой помимо Близнюк выступили Ксения Дудкина, Ольга Ильина, Анастасия Максимова, Анастасия Назаренко и Елена Романченко, стала бронзовым призёром, уступив сборным Беларуси и Италии, в связи с чем главным тренером Ириной Александровной Винер было принято решение о наборе новой команды. Тем не менее, Близнюк по-прежнему числилась в сборной и на короткое время попробовала себя в качестве тренера команды Бразилии; в 2015 году тренировала второй состав сборной России в групповых упражнениях.
В 2015 году приступила к тренировкам уже как действующая гимнастка с целью вернуться в основной состав. Первым международным стартом после перерыва в соревнованиях стало участие на этапе Гран-При в Москве, состоявшемся в феврале 2016 года. В июне на чемпионате Европы в Холоне российская группа (Анастасия Близнюк, Анастасия Максимова, Ксения Полякова, Анастасия Татарева, Мария Толкачёва) заняла первое место в многоборье, но неудачно выступила в финалах, став пятой в упражнении с лентами и восьмой — с булавами/обручами.
На Олимпийских играх 2016 года в Рио-де-Жанейро в российскую группу помимо Близнюк были включены Вера Бирюкова, Анастасия Максимова, Анастасия Татарева и Мария Толкачёва. Пройдя квалификационный раунд со вторым результатом (35,516 балла), в финале многоборья заняли первое место, набрав 36,233 балла. Анастасия Близнюк стала двукратной Олимпийской чемпионкой по художественной гимнастике в групповых упражнениях.
На чемпионате мира 2017 года в Пезаро российская группа в обновлённом составе (Анастасия Близнюк, Мария Кравцова, Евгения Леванова, Ксения Полякова, Анастасия Татарева, Мария Толкачёва) завоевала две золотые медали (многоборье и упражнение с тремя мячами/двумя скакалками) и одну серебряную (упражнение с пятью обручами).
В 2018 году на Гран-при 2018 года в Москве: выиграли золото в групповом многоборье, 3 мяча + 2 скакалки и серебряную медаль 5 обручей. Она получила травму, но вернулась на Гран-при Холона 2018 года, выиграв золото в многоборье (группы) и 3 мяча + 2 скакалки. На чемпионате Европы 2018 года, выиграла золото в команде, многоборье (группы) и бронзу с 5 обручами.
На Олимпийских играх 2020 года в Токио, вместе с Анастасией Татаревой, Анастасией Максимовой, Ангелиной Шкатовой и Алисой Тищенко, завоевали серебряные медали.

## Тренерская карьера
С 2022 года работает тренером по технике в сборной Китая. На Олимпийских играх 2024 года сборная Китая выиграла золото в групповом многоборье.

## Награды
- Орден Почёта (25 августа 2016 года) — за высокие спортивные достижения на Играх XXXI Олимпиады 2016 года в городе Рио-де-Жанейро (Бразилия), проявленные волю к победе и целеустремлённость[9].
- Орден Дружбы (13 августа 2012 года) — за большой вклад в развитие физической культуры и спорта, высокие спортивные достижения на Играх XXX Олимпиады 2012 года в городе Лондоне (Великобритания)[10].
- Заслуженный мастер спорта России (20 августа 2012 года)[11].
- Почётная грамота Президента Российской Федерации (19 июля 2013 года) — за высокие спортивные достижения на XXVII Всемирной летней универсиаде 2013 года в городе Казани[12].
- Медаль ордена «За заслуги перед Отечеством» I степени (11 августа 2021 года) — за большой вклад в развитие отечественного спорта, высокие спортивные достижения, волю к победе, стойкость и целеустремлённость, проявленные на Играх XXXII Олимпиады 2020 года в городе Токио (Япония)[13].